# Exolon
Exolon est un jeu vidéo d'action développé et éditée par Hewson Consultants en 1987 sur Amstrad CPC, Commodore 64 et ZX Spectrum. Le jeu a été adapté en 1989 sur Amiga et Atari ST.

## Système de jeu
Le protoganiste du jeu, Vitorc, est sur une planète inconnue et doit traverser de très nombreux tableaux afin d'arriver à des zones "type ascenseur" qui le transporteront dans de nouvelles zones. Le jeu comporte 5 niveaux découpés en 25 tableaux aux graphismes colorés.
Les ennemis sont divers et variés, certains sont fixes, d'autres mobiles et feront tout pour bloquer la progression du personnage. Vitorq est équipé d'un pistolet et de grenades pour mener à bien sa mission. Les munitions sont limitées. Certains bonus de protection sont également à acquérir.

## Équipe de développement
- Concept : Raffaele Cecco
- Programmation : Raffaele Cecco (CPC, ZX), Nick Jones (C64)
- Musique : J. Dave Rogers

Amiga / Atari ST
- Conversion : Guido Henkel
- Programmation : Martin J. Bysh
- Graphisme : Gary P. Felix
- Effets sonores : Guido Henkel